# Marie-Guillemine Benoist
Pour les articles homonymes, voir Benoist.
Marie-Guillemine Benoist, née Marie-Guillemine Laville-Leroux le 18 décembre 1768 à Paris et morte dans la même ville le 8 octobre 1826, est une artiste peintre néoclassique française.

## Biographie

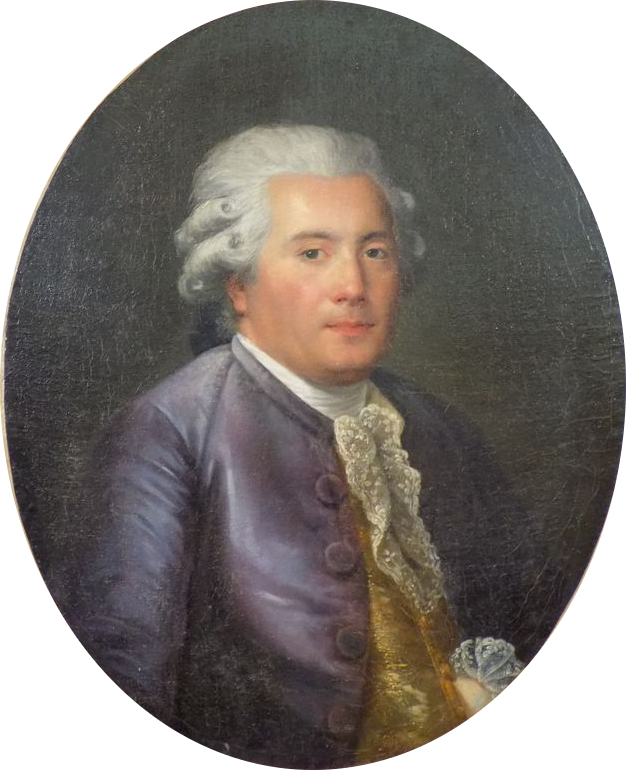
Portrait de René Delaville-Leroulx peint par sa fille, 1784.

Le père de Marie-Guillemine de Laville-Leroux, René Delaville-Leroulx, est un fonctionnaire qui fut ministre des contributions en 1792. Le 12 mars 1792, Marie-Guillemine de Laville-Leroux épouse Pierre-Vincent Benoist, banquier, dit Benoist d’Angers, dont elle eut trois enfants : Prosper Désiré Benoist, né le 16 février 1794 à Paris, Denys Aimé René Emmanuel Benoist, né le 3 janvier 1796 à Paris, et Augustine Benoist, née le 14 juin 1801 à Versailles.

### Formation
Marie-Guillemine Benoist est formée par Élisabeth Vigée Le Brun à partir de 1781. En 1784, elle rencontre le poète Charles-Albert Demoustier, qui s’inspirera d’elle pour son personnage d’Émilie dans ses Lettres à Émilie sur la mythologie (1801) ; cette même année, elle peint le portrait de son père, exposé au Salon de la jeunesse de 1784. Elle entre en 1786, comme sa sœur Marie-Élisabeth Laville-Leroux, à l’atelier de Jacques-Louis David, qui, sous l'empire, sera investi dans la fonction de « Premier peintre » par Napoléon Ier.

### Une artiste peintre au tournant duXVIIIesiècle

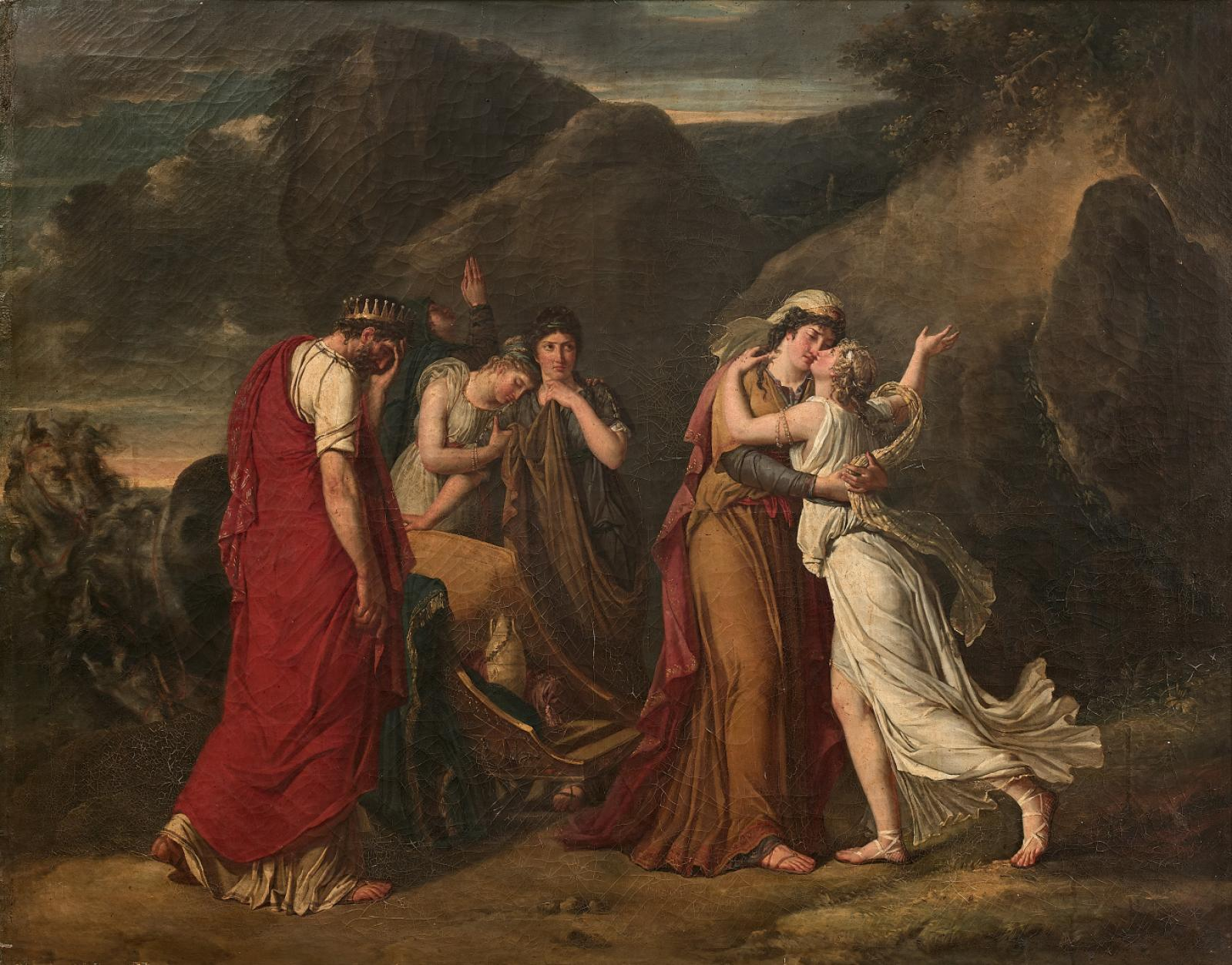
Les Adieux de Psyché à sa famille, Salon de 1791.

Le tableau L'Innocence entre le Vice et la Vertu, peint en 1790, sous le couvert d’un sujet mythologique reflète ses convictions féministes, le Vice y étant représenté sous les traits d’un homme alors qu’il l’est traditionnellement sous ceux d’une femme. Marie-Guillemine Benoist expose pour la première fois au Salon en 1791 un tableau inspiré de la mythologie Psyché faisant ses adieux à sa famille, réalisé à la même époque que le précédent.
Vers 1795, elle abandonne les sujets classiques pour la peinture de genre, après de rudes attaques et se libère progressivement de l’influence de David. Elle continue sa carrière de peintre avec succès et expose au Salon de 1800 le Portrait présumé de Madeleine, qui assoit immédiatement sa réputation. Peint seulement six ans après l’abolition de l’esclavage, ce tableau est considéré comme son chef-d'œuvre et comme un manifeste de l’émancipation des esclaves et du féminisme. Ce portrait, qui représenterait une domestique ramenée des îles par le beau-frère de l’artiste, sera acheté par Louis XVIII pour l’État français en 1818.
Marie-Guillemine Benoist remporte une médaille d’or au Salon de 1804 et obtient une pension du gouvernement.  Elle reçoit une commission de Napoléon Bonaparte, alors Premier consul, pour réaliser son portrait à l’intention de la Ville de Gand et réalisera un portrait d’Élisa Bonaparte, sœur de l’empereur et duchesse de Lucques en 1805.
Au salon de 1806, elle expose deux tableaux, celui de Deux jeunes Enfans, avec un nid d'oiseau, et Le Sommeil de l'Enfance, et celui de la Vieillesse,. Sous l'Empire, elle peint différents portraits pour la famille Bonaparte.
L'artiste a aussi eu quelques élèves de sexe féminin. Dans une lettre adressée à son conjoint du 28 janvier 1807, elle rend compte des progrès réalisés par la fille de Félix Lepeletier dans son atelier. Alexandrine-Adélaïde Delon, qui expose au Salon de 1802 à 1812, s'affiche comme « élève de Mme Benoist » dans le livret du Salon de 1810.
À la Restauration, elle est priée de renoncer à exposer afin de ne pas nuire à la carrière de son époux, Pierre-Vincent Benoist, devenu conseiller d’État. Elle cède — « la pensée que je serais un obstacle à votre avancement dans votre carrière serait pour moi un coup bien acéré. » — et cesse d’exposer ses tableaux en public,, alors qu’elle est au sommet de sa carrière, son mari occupant différents postes importants sous la Restauration.
Elle est enterrée au cimetière du Mont-Valérien (Suresnes) avec son époux et leur fille Augustine, épouse Cochin. Les Benoist d’Azy sont leurs descendants directs.

## Œuvres dans les collections publiques
Allemagne
- Karlsruhe, Staatliche Kunsthalle : Autoportrait copiant le Bélisaire et l’enfant à mi-corps de David, 1786[1].

Belgique
- Gand, hôtel de ville : Bonaparte, Premier Consul, huile sur toile, 1804.

États-Unis
- Cambridge, Fogg Art Museum, Harvard Art Museums : Portrait de Mademoiselle Carnot, vers 1800, miniature au crayon noir[23] ;
- New York, Metropolitan Museum of Art : Madame Philippe Panon Desbassayns de Richemont (Jeanne Eglé Mourgue) et son fils Eugène, 1802[24] ;
- San Diego, San Diego Museum of Art : Portrait d'une dame (autrefois considéré comme un portrait de Mme Tallien), attribution, peut-être le tableau présenté au salon de 1799[25] ;
- San Francisco, Fine Arts Museums of San Francisco : Les Adieux de Psyché à sa famille, 1791[26],[27]

France
- Angers, musée des Beaux-Arts d'Angers :
  - Napoléon Ier, huile sur toile, 1809[28]
  - Autoportrait de Mme Benoist, miniature, avant 1813[29]
- Bayeux, musée Baron Gérard : Portrait de Raphaël de Casabianca, 1807.
- Beaune, musée des beaux-arts : Madame Grassini (attribution), huile sur toile.
- Fontainebleau, château de Fontainebleau : 
  - Portrait de Pauline Bonaparte, duchesse de Guastalla, princesse Borghese, 1808 (dépôt du musée national des Châteaux de Versailles et de Trianon)[30] ;
  - Portrait de Napoléone-Elisa Bacciochi, 1810 (dépôt du musée national des Châteaux de Versailles et de Trianon)[31].
- Louviers, musée municipal : La Lecture de la Bible, 1810.
- Paris
  - musée du Louvre : Portrait d'une femme noire (titre alternatif : Portait présumé de Madeleine ; anciennement Portrait d'une négresse[32]), 1800, huile sur toile[33],[34].
  - musée du Service de santé des armées (Val-de-Grâce)
    - Portrait de Napoléon Bonaparte, huile sur toile, 1804 ou après[35]
    - Portrait de Larrey
- Saintes, musée de l'Échevinage : La Consultation ou La Diseuse de bonne-aventure.
- Toulouse, musée des Augustins : Portrait du baron Larrey, Salon de 1804[36],[37];

Italie
- Lucques, musée de la villa Guinigi : Portrait d'Élisa Bonaparte, grande duchesse de Toscane, vers 1805.
- Rome, Musée napoléonien : Portrait de Félix Baciocchi, 1806[38]

Œuvres de Marie-Guillemine Benoist
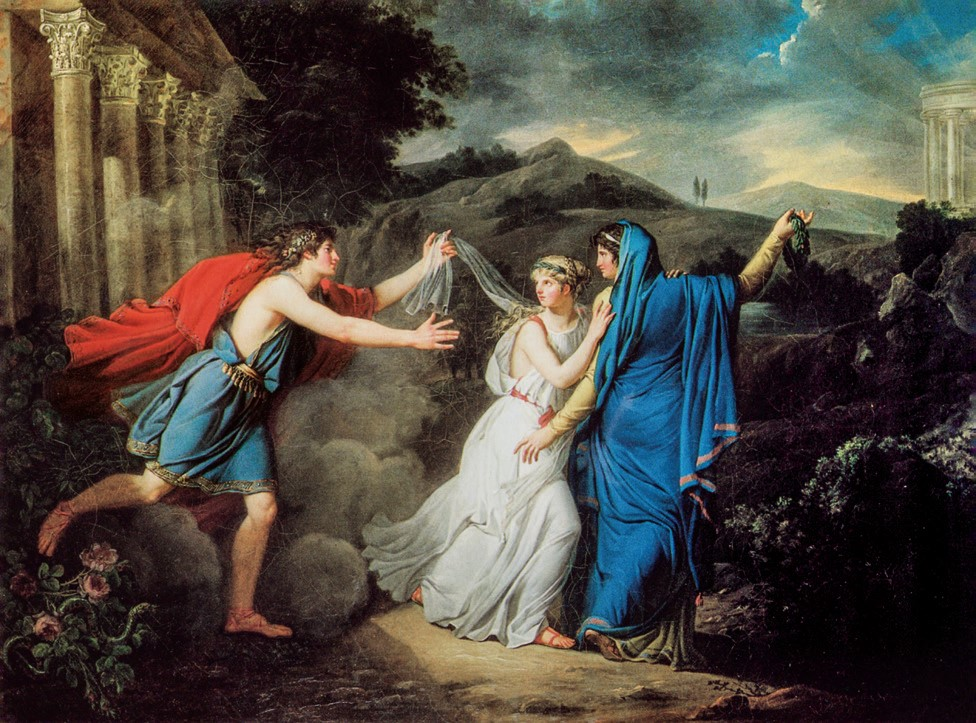
L'Innocence entre le Vice et la Vertu, 1790-1791, collection privée.
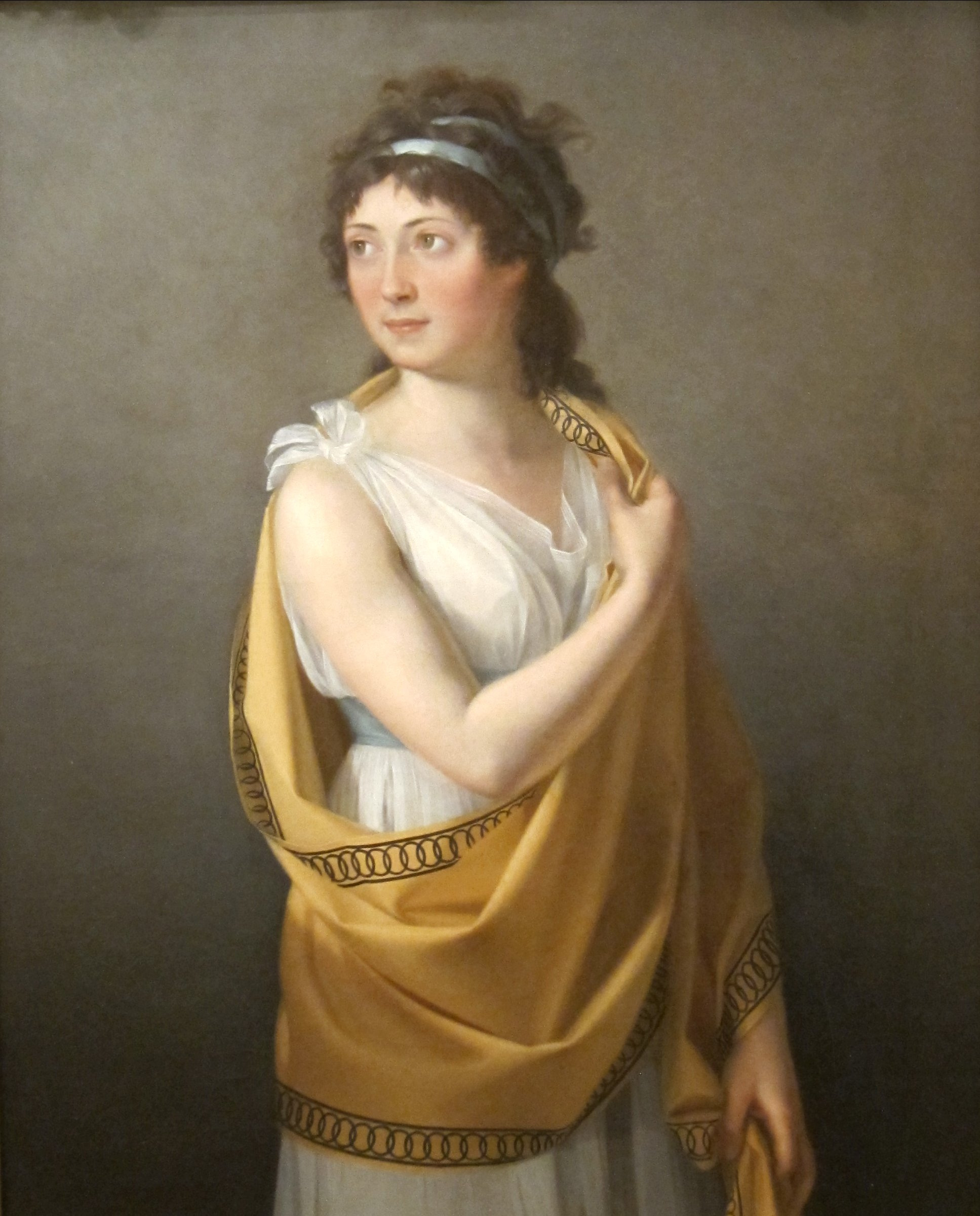
Portrait d'une dame (attribution, vers 1799), musée d'Art de San Diego.
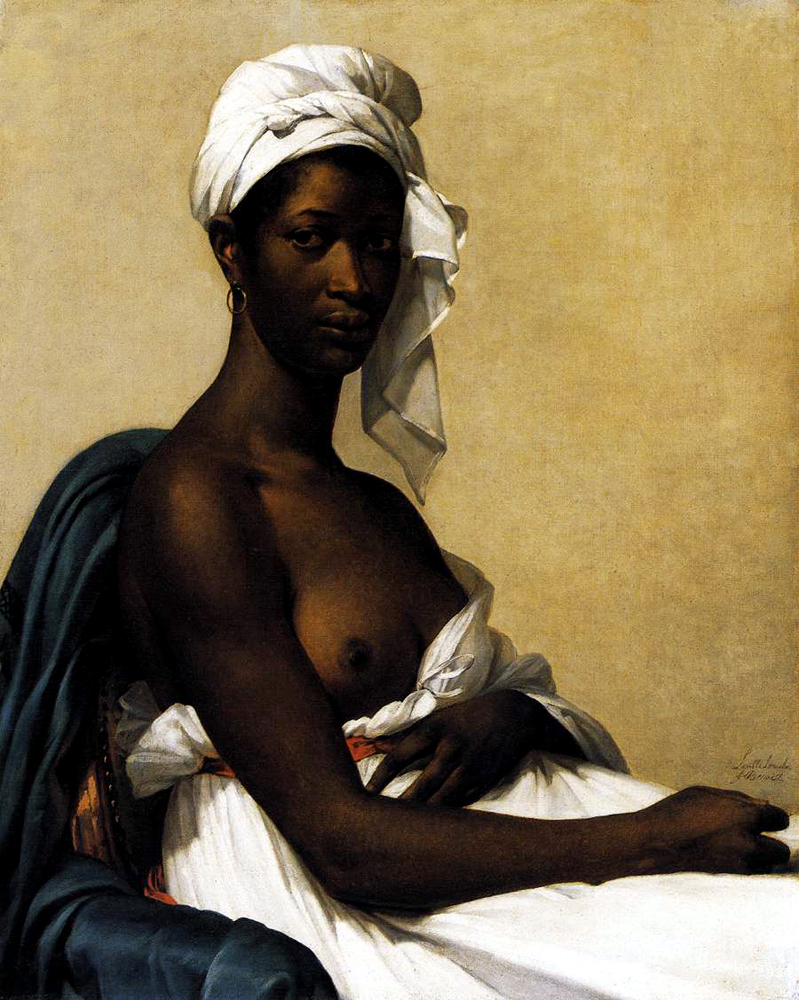
Portrait de Madeleine (1800), Paris, musée du Louvre.
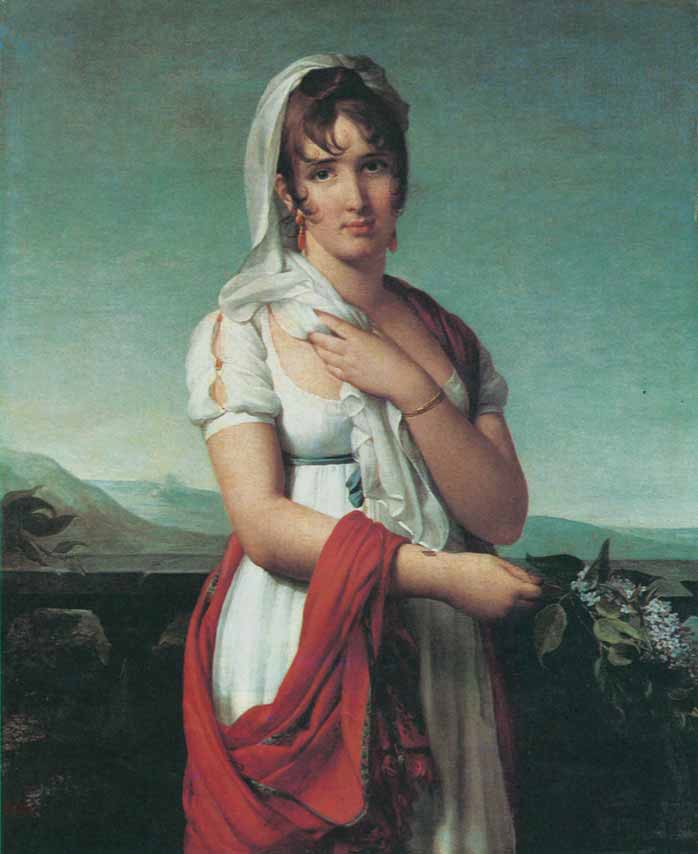
Portrait de Zoé Talon, comtesse du Cayla, 1801, collection privée.
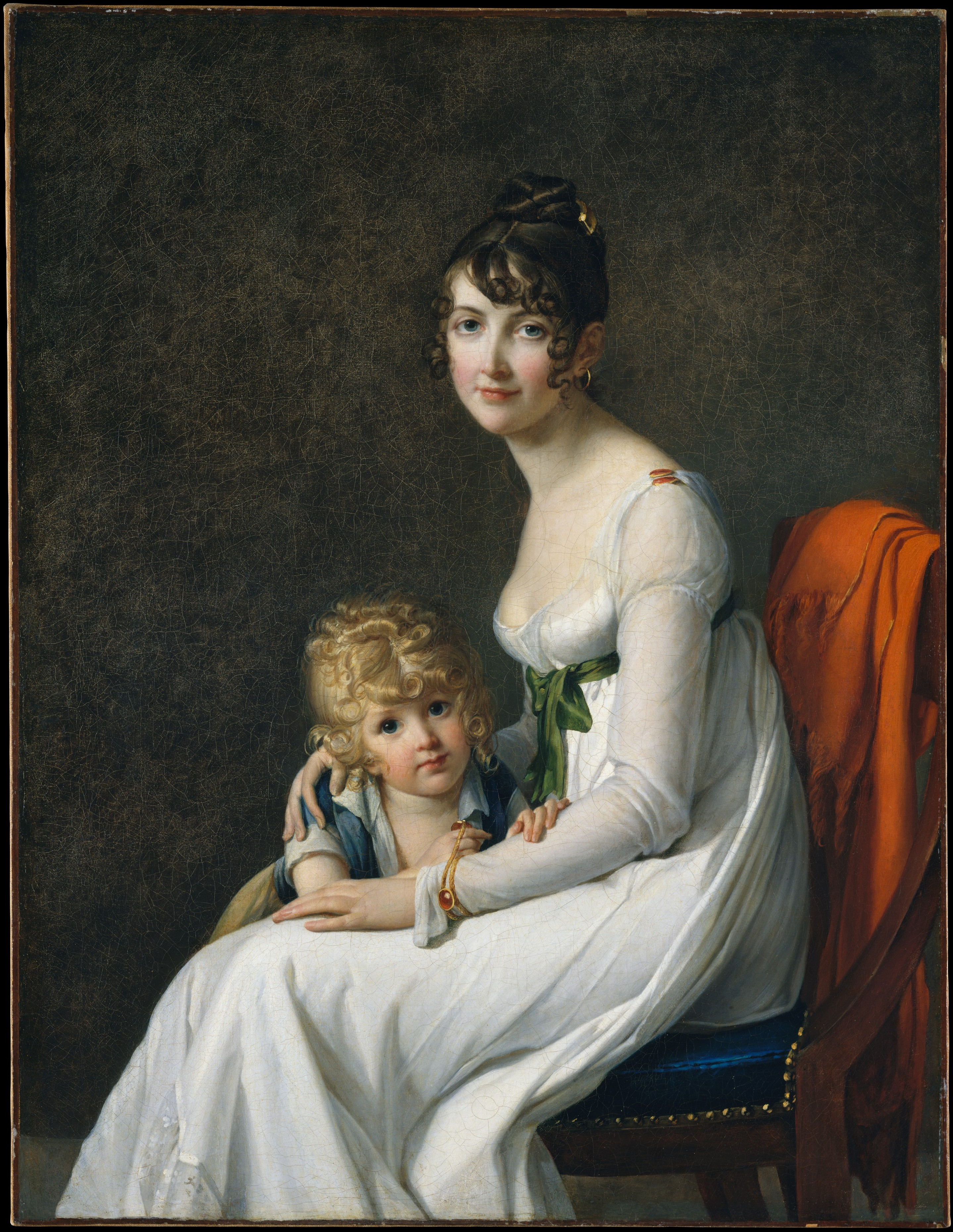
Madame Philippe Panon Desbassayns de Richemont (Jeanne Eglé Mourgue, 1778–1855) et son fils Eugène (1800–1859), Salon de 1802, (New York, Metropolitan Museum of Art).
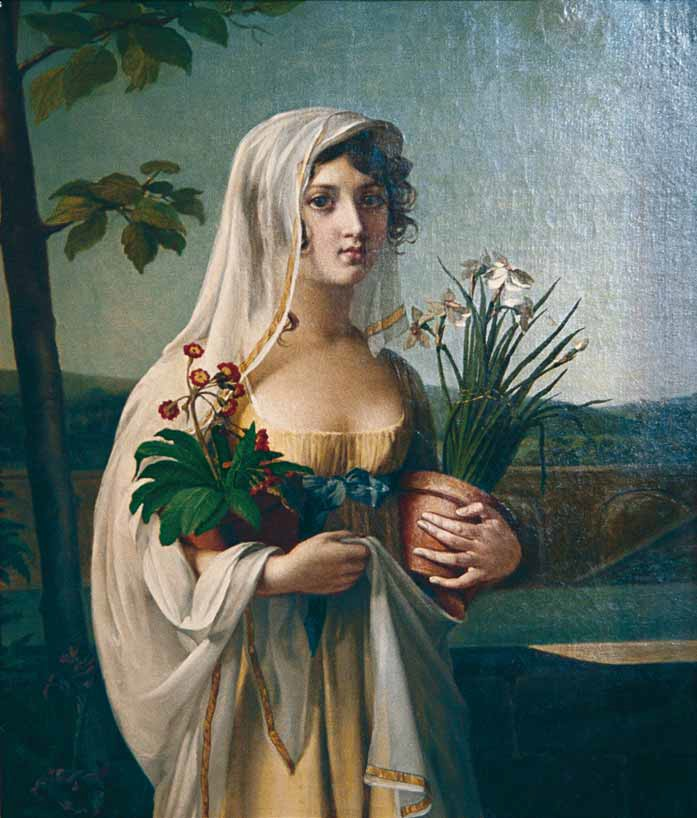
Une jeune fille portant deux pots de fleurs, Salon de 1802, collection privée.
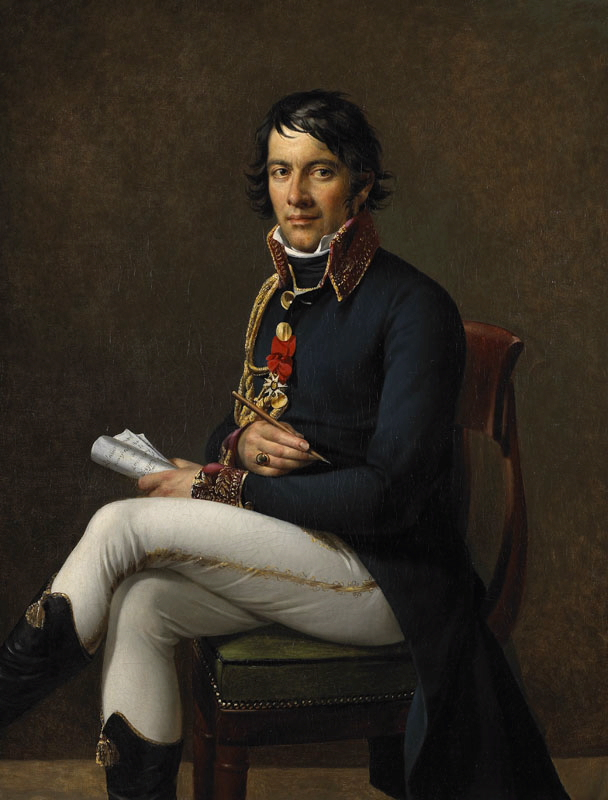
Portrait du baron Larrey, Salon de 1804, musée des Augustins de Toulouse.
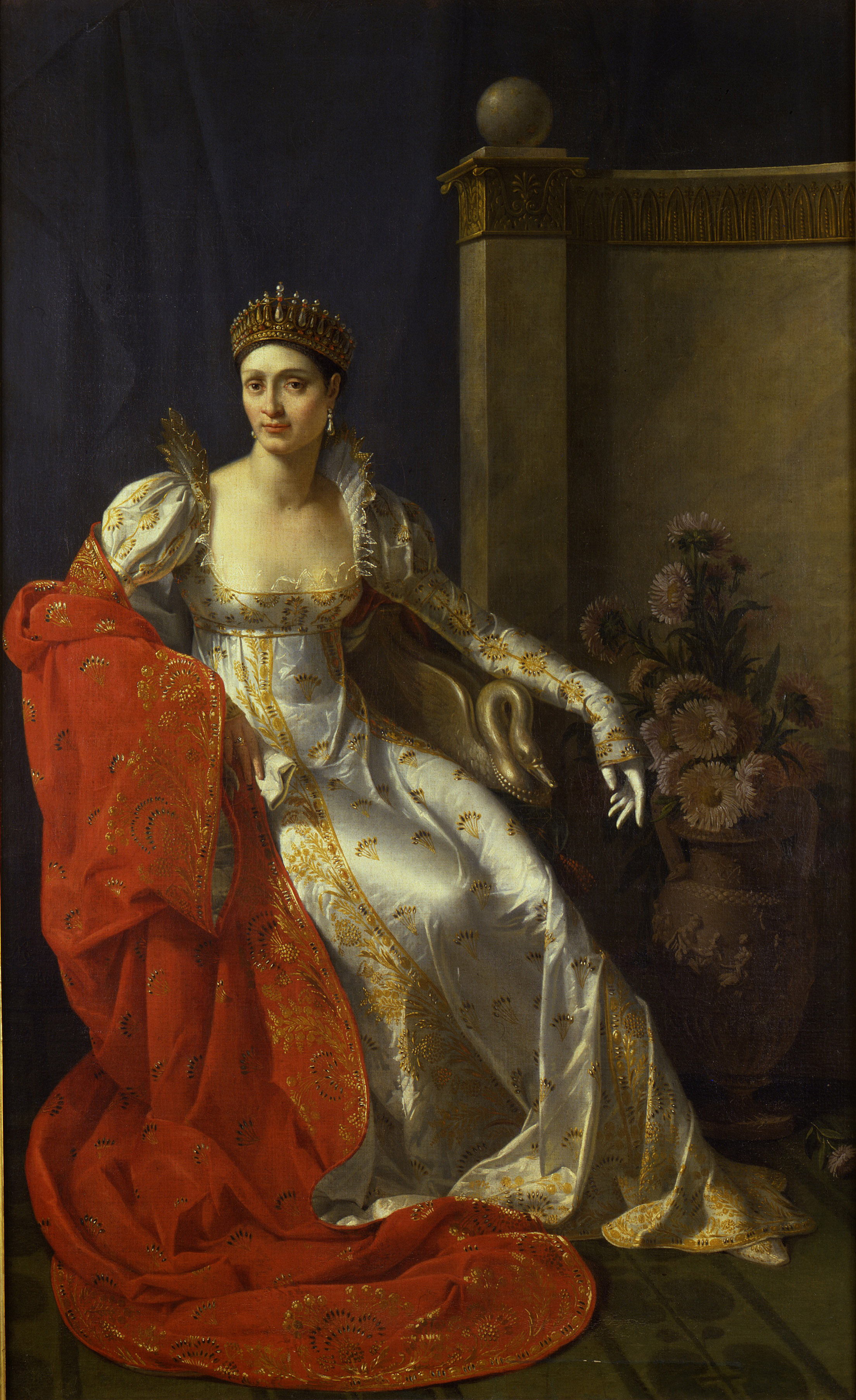
Portrait de Marie-Élise, grande duchesse de Toscane (vers 1805), musée de la villa Guinigi de Lucques.
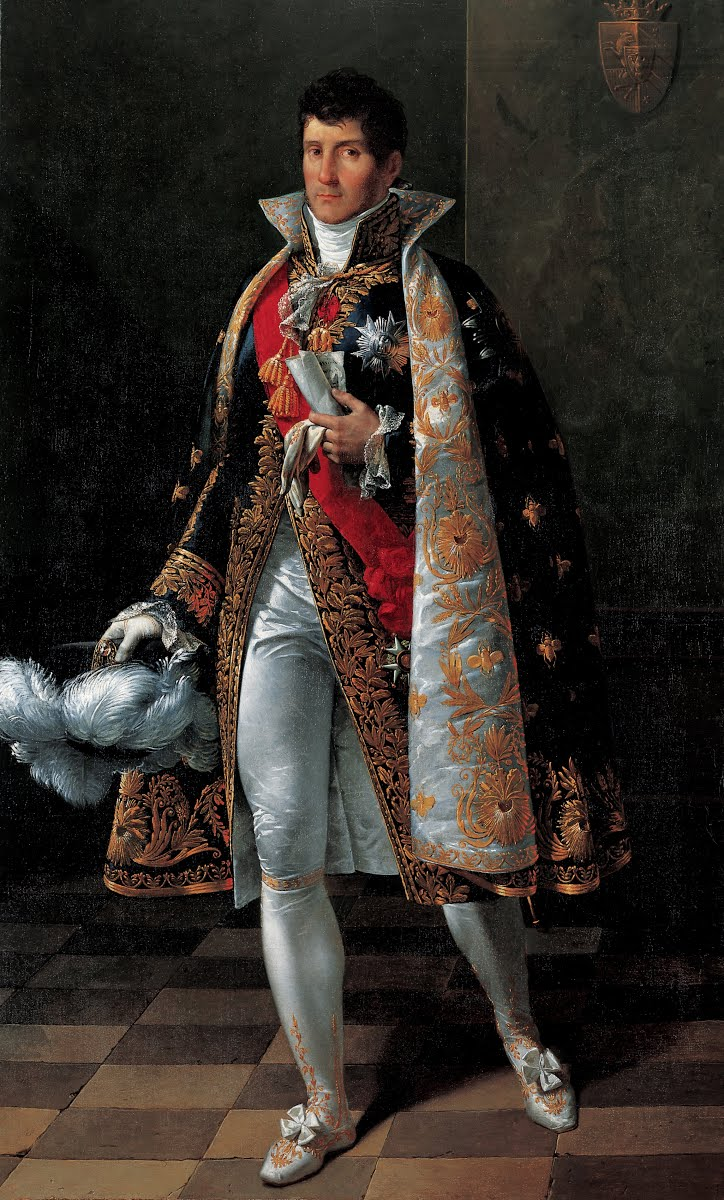
Portrait de Félix Baciocchi, 1806 (Rome, Musée napoléonien).
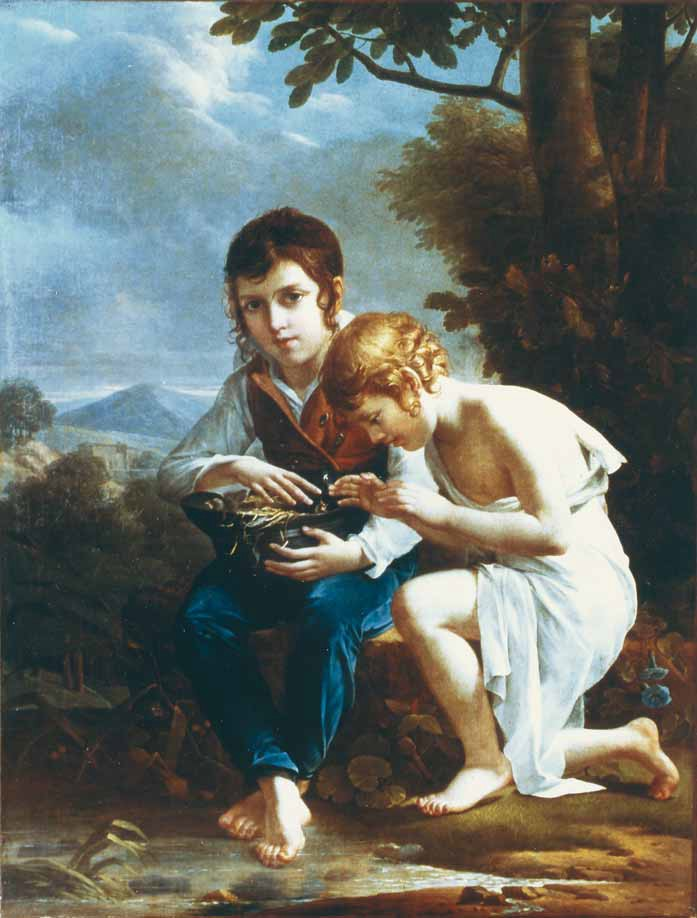
Deux jeunes enfants avec un nid d'oiseaux (Salon de 1806), localisation inconnue. Portrait de ses deux fils Prosper et Denys Benoist d'Azy.
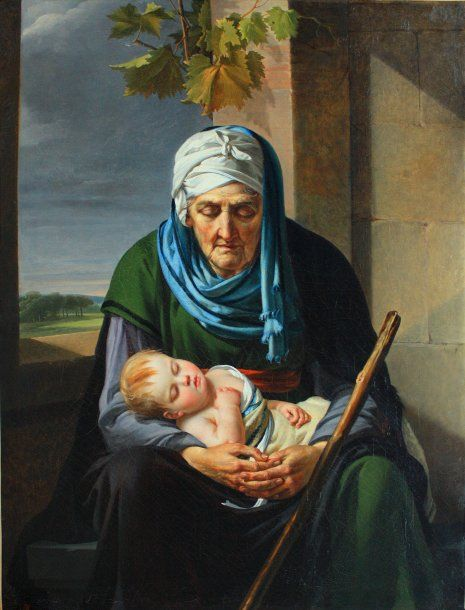
Le Sommeil de l'enfance et celui de la vieillesse, Salon de 1806.
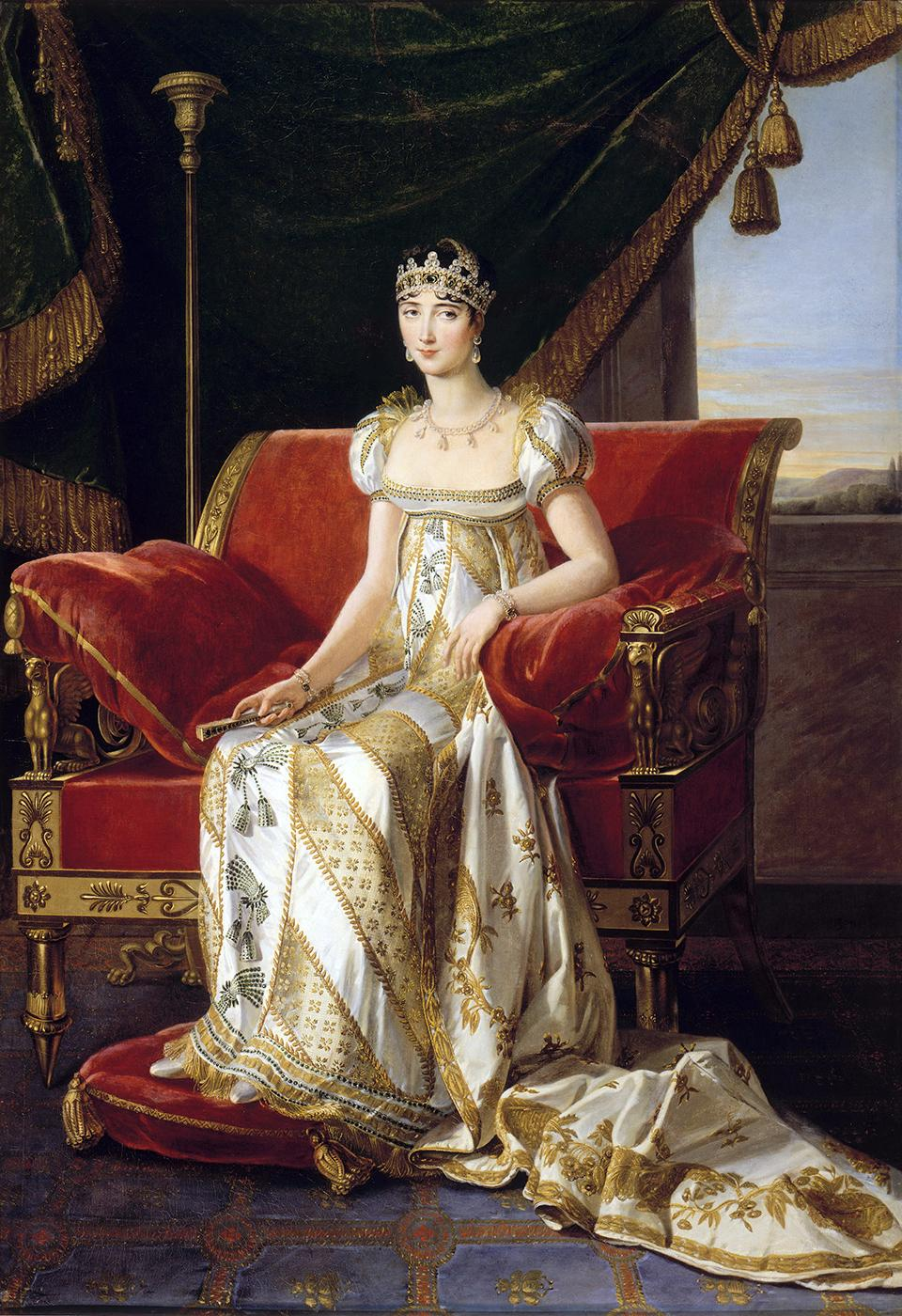
Pauline Bonaparte princesse Borghese (1808), château de Fontainebleau.
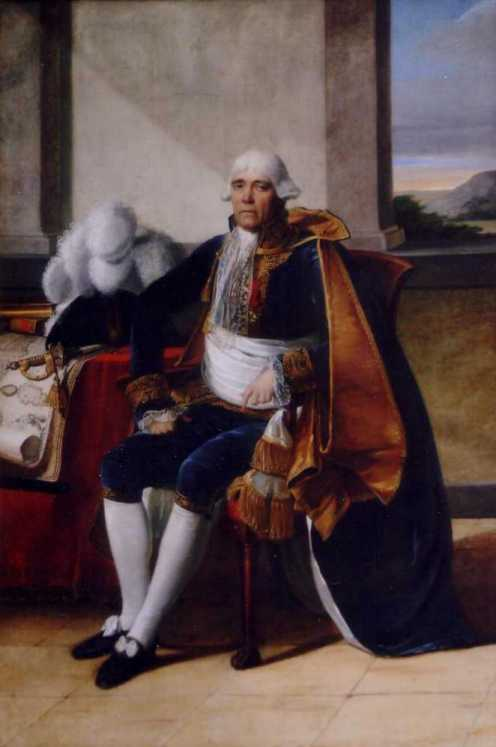
Raphaël de Casabianca (1807), Bayeux, musée Baron Gérard.
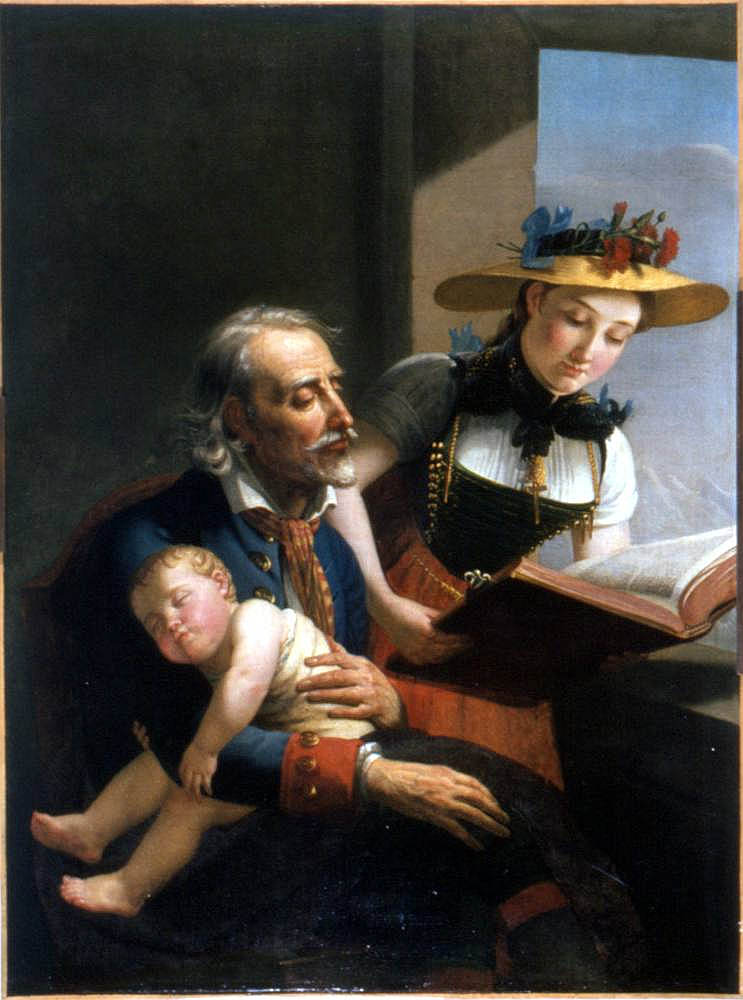
La Lecture de la Bible ou les trois âges, 1810, Louviers, musée municipal.
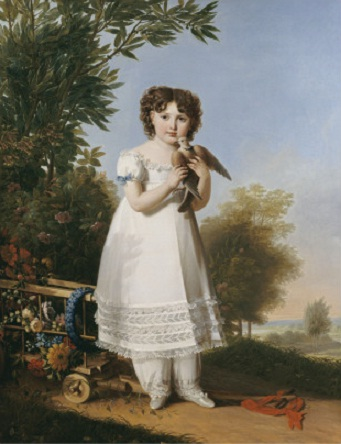
Portrait de Napoleona Elisa Baciocchi (1806-1869) (1810), château de Fontainebleau.
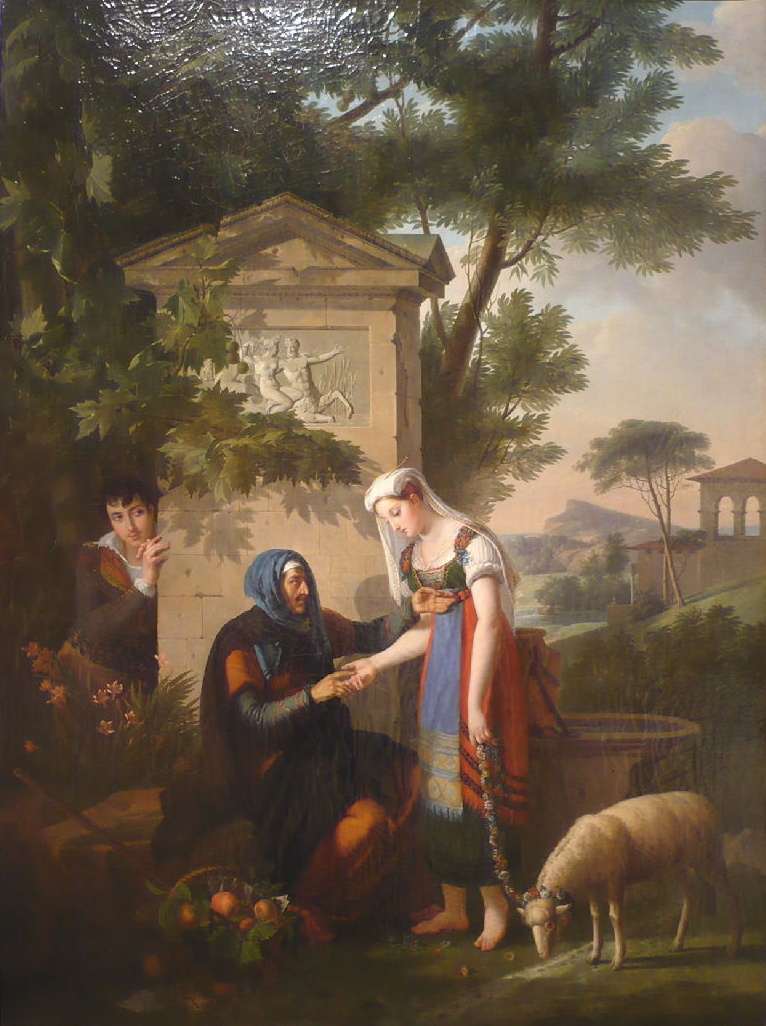
La Diseuse de bonne aventure (1812), musée de l'Échevinage de Saintes.